# Assise (construction)
Pour les articles homonymes, voir Assise.

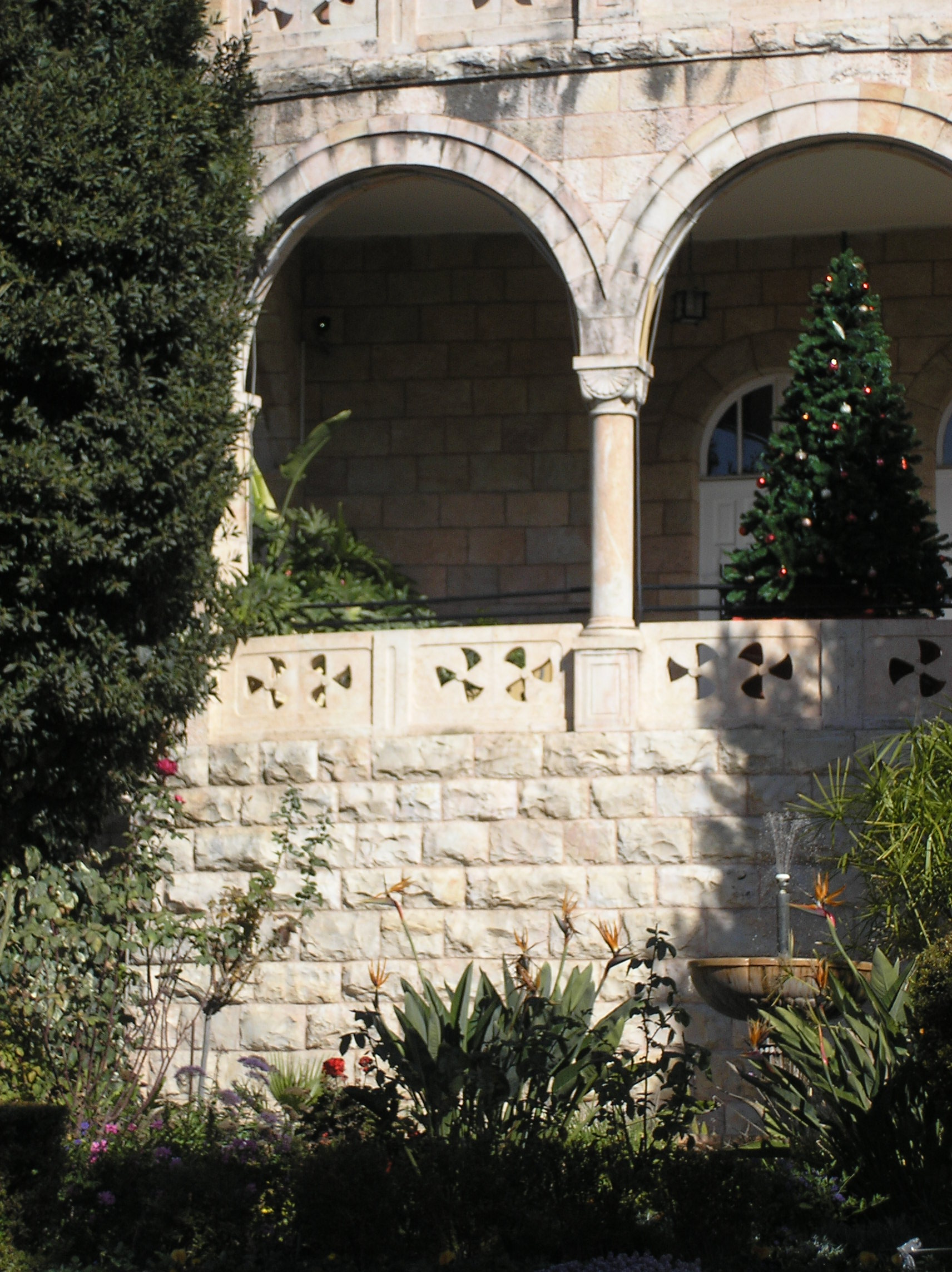
Exemple d'assise: le mur du bas et les piliers donnant une stabilité au bâtiment

En architecture et en construction, assise, ou cours d'assises, mot qui vient du verbe « asseoir », peut désigner l'ensemble des fondations d'un corps de bâtiment donnant la stabilité à l'ouvrage.
Le cours d'assise d'un mur ou d'une colonne est une rangée d'éléments homogènes (moellons, briques, agglomérés de béton, etc.) de même hauteur, posés horizontalement, il désigne souvent le fondement ou la base horizontale de cette construction. Lorsque l'assise est de même hauteur sur tout le pourtour on parle d'assise « réglée » et d'appareil (taille et disposition des pierres) « réglé ».
L'assise d'une voûte ou d'un arc désigne le plan d'appui maçonné du pied-droit ou du pendentif, sur lequel reposent les voussoirs qui les constituent.

## Vocabulaire
- Asseoir : poser de niveau et à demeure les premières pierres des fondations[M 1].
- Assises (cours d') : rangs de pierres taillées d'une même hauteur dans la construction d'un mur. On dit première, seconde, troisième assise[M 1].
- Assises réglées : lorsque tous les rangs de pierres de la même construction sont d'une égale hauteur, elles peuvent l'être sur la longueur comme sur la hauteur[M 1].
- Assises de retraite : premier rang de pierres qui forme l'empattement d'un mur à rez-de-chaussée. C'est encore un rang de pierres qui forme empattement ou retraite sous un mur à la retombée d'une voûte sous un pilier, une pile[M 1].
- Assises de retombée : cours d'assises à la naissance d'une voûte[M 1].
- Assises d'extrados : assises remplissant les reins d'une voûte[M 1].
- Assise circulaire : assise dont le plan est une circonférence de cercle[M 1].
- Assises en besace : pierres formant encoignures et posées en travers les unes avec les autres[M 1].
- Assise boutisse ou jambe boutisse : pilier dont la queue des assises est engagée dans un mur mitoyen ou de refend, de sorte que les deux parements sont en joints et qu'un des joints fait parement[M 2].
- Assise de bahu ou bahu : dernière assise d'un mur de parapet de pont ou de mur de quai qui est taillé en bahu[M 3].
- Assise de corbeau ou corbeau : assise en saillie taillée en console qui a plus on moins de hauteur et qui sert à porter la poutre ou la sablière d'un plancher[M 4].
- Assise en encorbellement ou encorbellement : saillie qui porte à faux au nu d'un mur formée par une ou plusieurs pierres posées l'une sur l'autre et plus saillantes les unes que les autres[M 5].
- Assises de parpaing : assises qui traversent l'épaisseur d'un mur et qui sont à deux parements comme sont généralement toutes les assises des murs de face des murs d'échiffre ainsi que les pierres sous les cloisons, les pans de bois, etc.
- Assises de revêtement : assises qui n'ont qu'un parement ; telles sont celles des murs de quai[M 1].